# جورج دبليو. ويلزي
جورج دبليو. ويلزي (بالإنجليزية: George W. Welsh)‏ هو سياسي أمريكي، ولد في 27 مارس 1883 في المملكة المتحدة، وتوفي في 29 يونيو 1974 في الولايات المتحدة. حزبياً، نشط في الحزب الجمهوري. وقد انتخب عضو مجلس نواب ميشيغان ‏.